# 콘피덴테 데 세쿤다리아
《콘피덴테 데 세쿤다리아》(스페인어: Confidente de secundaria)은 1996년 방영된 멕시코의 텔레노벨라이다.